# قربان محمدپور
قربان محمدپور (زاده ۱ خرداد ۱۳۴۹ در لاهیجان) کارگردان و فیلم‌نامه‌نویس اهل ایران است.

## زندگی‌نامه
قربان محمدپور متولد ۱۳۴۹ در لاهیجان فارغ‌التحصیل کارگردانی سینما از دانشکده سینما تئاتر دانشگاه هنر است. وی عضو کانون فیلم‌نامه‌نویسان سینمای ایران و مدیر داخلی دفتر فیلمسازی تبیان می‌باشد.

## فیلمشناسی
| سال  | عنوان                           | فیلم‌نامه‌نویسی | کارگردانی |
| ---- | ------------------------------- | ------------- | --------- |
| ۱۳۸۲ | بله برون                        | آری           |           |
| ۱۳۸۵ | راننده تاکسی                    | آری           |           |
| ۱۳۸۶ | خروس جنگی                       | آری           |           |
| ۱۳۸۸ | فاصله                           | آری           |           |
| ۱۳۸۸ | شیر و عسل                       | آری           |           |
| ۱۳۸۹ | دردسر بزرگ                      | آری           |           |
| ۱۳۸۹ | داماد خجالتی                    | آری           |           |
| ۱۳۸۹ | زبان مادری                      |               | آری       |
| ۱۳۹۱ | دل بی‌قرار                       |               | آری       |
| ۱۳۹۲ | آنچه مردان دربارهٔ زنان نمی‌دانند | آری           | آری       |
| ۱۳۹۳ | مجرد ۴۰ ساله                    | آری           |           |
| ۱۳۹۵ | دخترعمو و پسرعمو                | آری           |           |
| ۱۳۹۵ | سلام بمبئی                      | آری           | آری       |
| ۱۳۹۶ | دختر شیطان                      | آری           | آری       |